# Xiu Lijuan
Xiu Lijuan (chiń. upr. 修丽娟; chiń. trad. 修麗娟; pinyin Xiū Líjuān; ur. 26 października 1957 w Jilinie) – chińska koszykarka, występująca na pozycjach niskiej lub silnej skrzydłowej, reprezentantka kraju, multimedalistka międzynarodowych imprez koszykarskich.

## Osiągnięcia
Na podstawie, o ile nie zaznaczono inaczej.

### Reprezentacja
- Mistrzyni igrzysk azjatyckich (1982)
- Brązowa medalistka:
  - olimpijska (1984)[3][4][5]
  - mistrzostw świata (1983)[6]
- Uczestniczka kwalifikacji olimpijskich (1984 – 1. miejsce)[7]